# Ĝ
De medeklinker ĝ (kapitaal: Ĝ) wordt gebruikt in de plantaal Esperanto en geeft de klank [ʤ] aan. Unicode gebruikt U+011C voor de hoofdletter en U+011D voor de kleine letter. De Ĝ is een G met een accent circonflexe.

## Gebruik in het Nederlands
De ĝ wordt in sommige taalgidsen en woordenboeken, bijvoorbeeld die van de VRT en de Van Dale, gebruikt om de uitspraak van de [g] aan te geven.